# Колдар (озеро)
Колдар (каз. Қалдар) — озеро в Есильском районе Северо-Казахстанской области Казахстана. Находится в 6 км к юго-западу от села Ясновка.
По данным топографической съёмки 1940-х годов, площадь поверхности озера составляет 8,43 км². Наибольшая длина озера — 3,7 км, наибольшая ширина — 3,1 км. Длина береговой линии составляет 10,6 км, развитие береговой линии — 1,02. Озеро расположено на высоте 164,1 м над уровнем моря.